# Эритриадис, Георгиос
 Георгиос Эритриадис (греч.  Γιώργος Ερυθριάδης, 1910 — 21 января 1963) — греческий политический деятель, член руководства Коммунистической партии Греции.
Участник антифашистского Сопротивления (1941—1944), Гражданской войны в Греции (1946—1949) и коммунистического подполья в послевоенные годы. Умер в заключении в 1963 году.

## Биография
Эритриадис родился в 1910 году в селе Кромни османского Понта.
С началом Геноцида понтийских греков его семья сумела выбраться на территорию Российской империи, а затем, в числе понтийских беженцев нашла убежище в Греции.
Как и многие другие беженцы, семья поселилась в Македонии.
Ещё в молодом возрасте Эритриадис примкнул к Коммунистической партии Греции.
В годы диктатуры генерала Метаксаса Эритриадис был арестован и сослан на самый южный остров Греции (южнее Крита), на почти безлюдный островок Гавдос.
С началом греко-итальянской войны (1940—1941) все заключённые греческие коммунисты потребовали своей отправки на фронт, в чём однако им было отказано.
Греческая армия отразила итальянское вторжение и перенесла военные действия на территорию Албании.
Продолжающиеся греческие победы вынудили Гитлеровскую Германию вмешаться и прийти на помощь своим итальянским союзникам.
Вермахт вторгся в Грецию 6 апреля 1941 года, с территории союзной немцам Болгарии.
Вторжение завершилось падением Крита 31 мая.

## Бегство с Гавдоса
В ходе Критской операции Элефтериадису удалось бежать с Гавдоса, а затем перебраться в континентальную Грецию и достичь столицы Македонии, города Фессалоники.
Здесь он вышел на связь с подпольными организациями партии, приступившими к созданию широкого движения Сопротивления.
Почти сразу по прибытии в Салоники, познакомившись с коммунисткой и подпольщицей Элли, такой же как и он беженкой по происхождению (Эритриаду, Элли, родилась в 1918 году в Восточной Фракии) он женился на ней.

## Борьба против болгарских оккупантов

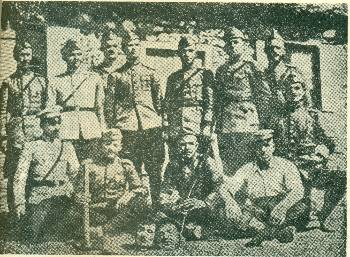
Болгарские военные фотографируются демонстрируя отрубленные головы греческих повстанцев после Драмского восстания. Сентябрь 1941 года

В годы Второй мировой войны Греция была разделена на 3 зоны оккупации — немецкую, итальянскую и болгарскую.
Особенностью болгарской зоны было то, что болгары спешили объявить её территорией Болгарии, осуществляя таким образом, с помощью немцев, свои давние претензии на Македонию и Западную Фракию.
Инициированное греческими коммунистами восстание в болгарской зоне оккупации было преждевременным, плохо подготовленным и было потоплено в крови.
Болгарская зона приобрела печальную славу самой кровавой в оккупированной Греции.
Размах зверств и террора болгарских оккупантов был таким, что наблюдался беспрецедентный исход греческого населения Восточной Македонии и Фракии из болгарской зоны оккупации в немецкую. Эти события получили отражение в романе «Эксодос» (Исход) греческого писателя Илиаса Венезиса.
В мае 1942 года Эритриадис (с женой в качестве помощницы) был послан в Кавалу, где возглавил руководство Македонским бюро компартии Греции, поставив себе целью реорганизацию партии в регионе и создание организаций  Национально-освободительного фронта Греции  (ЭАМ).
С начала 1943 года деятельность греческих коммунистов в регионах Драма Кавала и Ксанти получила широкий размах.
Однако арест болгарской охранкой члена партийного руководства города Ксанти Т. Ляпакиса и информация полученная от него под пытками привела к массовым арестам и расстрелам греческих коммунистов региона в период февраля-марта 1943 года. Эритриадису удалось избежать ареста.
Несмотря на это, в регионе были созданы партизанские соединения  Народно-освободительной армии Греции (ЭЛАС).

## Миссия в штаб 3-го Украинского фронта
5 сентября 1944 года соединения Красной Армии вступили на территорию Болгарии, не встречая практически никакого сопротивления.
9 сентября радиостанция Софии объявила о создании правительства «Отечественного фронта».
Советские войска подошли к границе Греции.
Однако новое болгарское правительство не торопилось дать приказ о выводе болгарских войск из оккупированных ими регионов Греции, а также игнорировало заявления греческих граждан, касавшихся участия болгарских военных в актах насилия над населением в период оккупации.
Это вызвало недоумение и негативную реакцию у руководителей компартии Греции, в частности у Эритриадиса.
В отличие от остальной Греции, где в сентябре 1944 года начался вывод германских войск, преследуемых частями ЭЛАС, в  Восточной Македонии и Фракии возникла, как минимум, «странная ситуация».
Болгария была одной из трёх стран оккупантов Греции. Но болгарские части, за одну ночь перекрасившиеся из оккупационных в «союзные», задерживали свой отход, странным образом ожидая, что Россия оставит им контроль греческих территорий, предоставленных болгарам до того Гитлеровской Германией.
Англичане, накануне декабрьских боёв также разыгрывали болгарскую карту против ЭЛАС. Командование ЭЛАС приняло решение силой выдворить болгар из Восточной Македонии и Фракии и стало готовиться к широкомасштабной военной операции против болгарской армии:740.
Но перед началом операции КПГ направило в Софию члена ЦК КПГ, Эритриадиса, который 20 сентября встретился с маршалом Толбухиным.
Эритриадис информировал Толбухина о том, что ЭЛАС не потерпит дальнейшего пребывание оккупационных болгарских войск на греческой территории, независимо от перемен в Болгарии, и намерен предпринять наступление против болгар, даже до освобождения Афин, что, по заявлению Эритриадиса, было бы «манной небесной» для Черчилля.
Связавшись со своим руководством, 10 октября Толбухин приказал болгарским войскам покинуть греческую территорию.

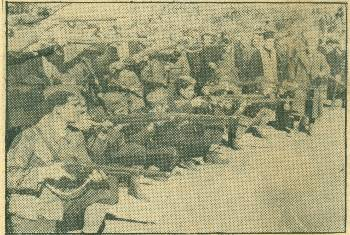
Партизаны Народно-Освобдительной армии Греции расстреливают болгарских военных виновных в резне греческого населения. Кавала, Восточная Македония. Сентябрь 1944 года

ЭЛАС дал возможность беспрепятственно уйти болгарским частям. Но болгары, повинные в зверствах, были осуждены чрезвычайными трибуналами и расстреляны в местах содеянных ими зверств, в особенности в регионе Драма:740.
Некоторые современные греческие журналисты, не симпатизирующие коммунистам, пишут что в действительности миссией Эритриадиса было убедить Толбухина, и через него советское руководство, ввести советские войска на греческую территорию. Но ничем не подтверждённая информация о советской кавалерийской части подошедшей чуть ли не к пригородам Кавалы, вкупе с упоминанием о советских военнослужащих, которые после своей выписки из госпиталей получали назначения в (предполагаемые) советские части на территории Северной Греции делают эти утверждения о миссии Эритриадиса сомнительными.

## Гражданская война
Британская интервенция (1944—1945) завершилась подписанием Варкизского соглашения.
Подписываясь под соглашением и согласившись на разоружение частей ЭЛАС, руководство компартии полагало, что эти шаги приведут к миру в разрушенной войной стране.
Однако последовавший т. н. Белый террор привёл страну к Гражданской войне (1946—1949).
26 августа 1948 года, на заседании политбюро компартии, было принято решение, наряду с генштабом Демократической армии Греции, создать Верховный военный совет, который бы осуществлял партийный контроль над операциями осуществляемых генштабом.
Эритриадису было поручено руководство VI дивизией Центральной Македонии.
При этом историк Т. Герозисис именует Эритридиса комдивом, в звании бригадного генерала, что после гибели комдивов Н. Триандафиллу, а затем Г. Самаридиса, соответствует истине:865.

## В послевоенные годы
С поражением Демократической армии, чета Эритриадиса, как и тысячи других бойцов ДАГ, получила политическое убежище в социалистических странах Восточной Европы. Здесь родились их дети (трое).
Находясь в эмиграции Эритриадис принял участие в пленумах ЦК партии (1950), где был избран кандидатом в члены ЦК:629
Он также принял участие в последующих пленумах (1951 и 1953 годов):630.
В 1955 году чета Эритриадисов была направлена в Грецию на подпольную работу, с задачей восстановления разгромленных партийных организаций.
Их малолетние дети были оставлены на попечение партии в соцстранах.

## Возвращение в Грецию, арест, суд
1 июня 1955 года министерство внутренних дел Греции объявило о аресте Эритриадиса, его жены Элли, Костаса Филиниса и других подпольщиков:713.
13 апреля 1960 года на т. н. «суде 12» Эритриадис, его жена Элли, Р. Кукулу, А. Парцалиду, К. Триандафиллу и К. Филинис были осуждены к пожизненному заключению по статье Ν. 375 (за шпионаж):435:436:722.
Находясь в заключении, на VIII съезде КПГ (2-8 мая 1961- Чехословакия), Эритридис был избран членом ЦК партии:637.

## ТюрьмаИдзедин— смерть Эритриадиса
Эритриадис был послан в тюрьму Идзедин находившуюся у села Калами на Крите.
Тюрьма в действительности была старой турецкой крепостью, сохранившая имя турецкого паши построившего её.
Камеры заключённых походили более на могилы: в них господствовали мрак, спёртый воздух, сырость и плесень.
Толщина стен достигала 3,5 метров.
Единственный туалет, который заключённые именовали Бевин, по имени послевоенного британского министра иностранных дел, в действительности был большой металлической бочкой.
На всём протяжении Гражданской войны, ветхие турецкие резервуары воды стали причиной многочисленных случаев тифа.
Жертвой тифа стал и, находившийся в многодневной горячке без доступа к врачам, Эритриадис.
Он умер 21 января 1963 года, при перевозке на грузовике из тюрьмы в госпиталь в город Ханья:179:727.
Элли Эритриади была освобождена в 1966 году, но почти сразу после своего освобождения, в апреле 1967 года, с установлением военного режима Чёрных полковников вновь была заключена в тюрьму.
Элли Эритриади была освобождена в декабре 1971 года.
Но только с падением хунты в 1974 году, ей удалось, почти через 20 лет, вновь увидеть своих детей.